# Narkomani
Narkomani (ang. The Panic in Needle Park) – amerykański film obyczajowy z 1971 roku w reżyserii Jerry’ego Schatzberga, zrealizowany na podstawie książki Jamesa Millsa. Zdjęcia kręcono w Nowym Jorku.

## Fabuła
Helen Reeves jest młodą dziewczyną, która przyjechała z Indiany do Nowego Jorku w poszukiwaniu szczęścia. Jej chłopak Marco zmusił ją do wykonania aborcji. Po zabiegu jest wobec niej całkowicie obojętny. Większą uwagę zwraca na nią Bobby, który przygarnia ją do siebie. Dziewczyna odkrywa, że chłopak jest narkomanem. Ich życie koncentruje się wokół Needle Park – skrzyżowania w zachodnim Manhattanie…

## Główne role
- Al Pacino – Bobby
- Kitty Winn – Helen Reeves
- Alan Vint – Hotchner
- Richard Bright – Hank
- Kiel Martin – Chico
- Michael McClanathan – Sonny
- Warren Finnerty – Sammy
- Marcia Jean Kurtz – Marcie
- Raul Julia – Marco
- Angie Ortega – Irene
- Larry Marshall – Mickey
- Paul Mace – Whitey
- Nancy MacKay – Penny
- Gil Rogers – Robins
- Joe Santos – detektyw Marty DiBono
- Paul Sorvino – Samuels
- Arnold Williams – Freddy
- Vic Ramano – Santo

## Nagrody i nominacje
24. MFF w Cannes (1971)
- Nagroda dla najlepszej aktorki – Kitty Winn
  - udział w konkursie głównym o nagrodę Złotej Palmy (nominacja)